# Буссуа
Буссуа́ (фр. Boussois) — коммуна во Франции, регион О-де-Франс, департамент Нор, округ Авен-сюр-Эльп, кантон Мобёж. Расположена в 7 км к востоку от Мобёжа и в 6 км от границы с Бельгией, на левом берегу реки Самбра.
Население (2017) — 3 231 человек.

## Достопримечательности
- Церковь Святого Мартина 20-х годов XX века

## Экономика
Структура занятости населения:
- сельское хозяйство — 0,0 %
- промышленность — 61,3 %
- строительство — 4,8 %
- торговля, транспорт и сфера услуг — 12,9 %
- государственные и муниципальные службы — 21,0 %

Уровень безработицы (2017) — 21,9 % (Франция в целом — 13,4 %, департамент Нор — 17,6 %). 

Среднегодовой доход на 1 человека, евро (2017) — 17 430 (Франция в целом — 21 110, департамент Нор — 19 490).

## Демография
Динамика численности населения, чел.

## Администрация
Пост мэра Буссуа с 1997 года занимает коммунист Жан-Клод Маре (Jean-Claude Maret). На муниципальных выборах 2020 года возглавляемый им левый список победил в 1-м туре, получив 57,16 % голосов.
| Период | Период | Фамилия       | Партия                  | Примечания |
| ------ | ------ | ------------- | ----------------------- | ---------- |
| 1947   | 1977   | Рене Вронхов  | Коммунистическая партия |            |
| 1977   | 1997   | Жорж Вуавре   | Коммунистическая партия |            |
| 1997   |        | Жан-Клод Маре | Коммунистическая партия | инструктор |

## Галерея

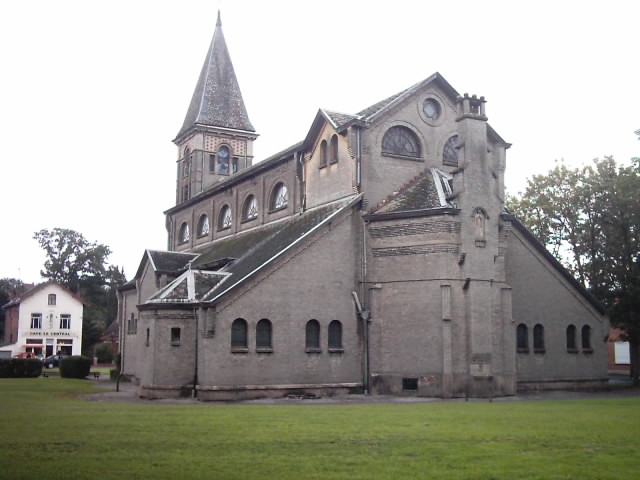
Церковь Святого Мартина
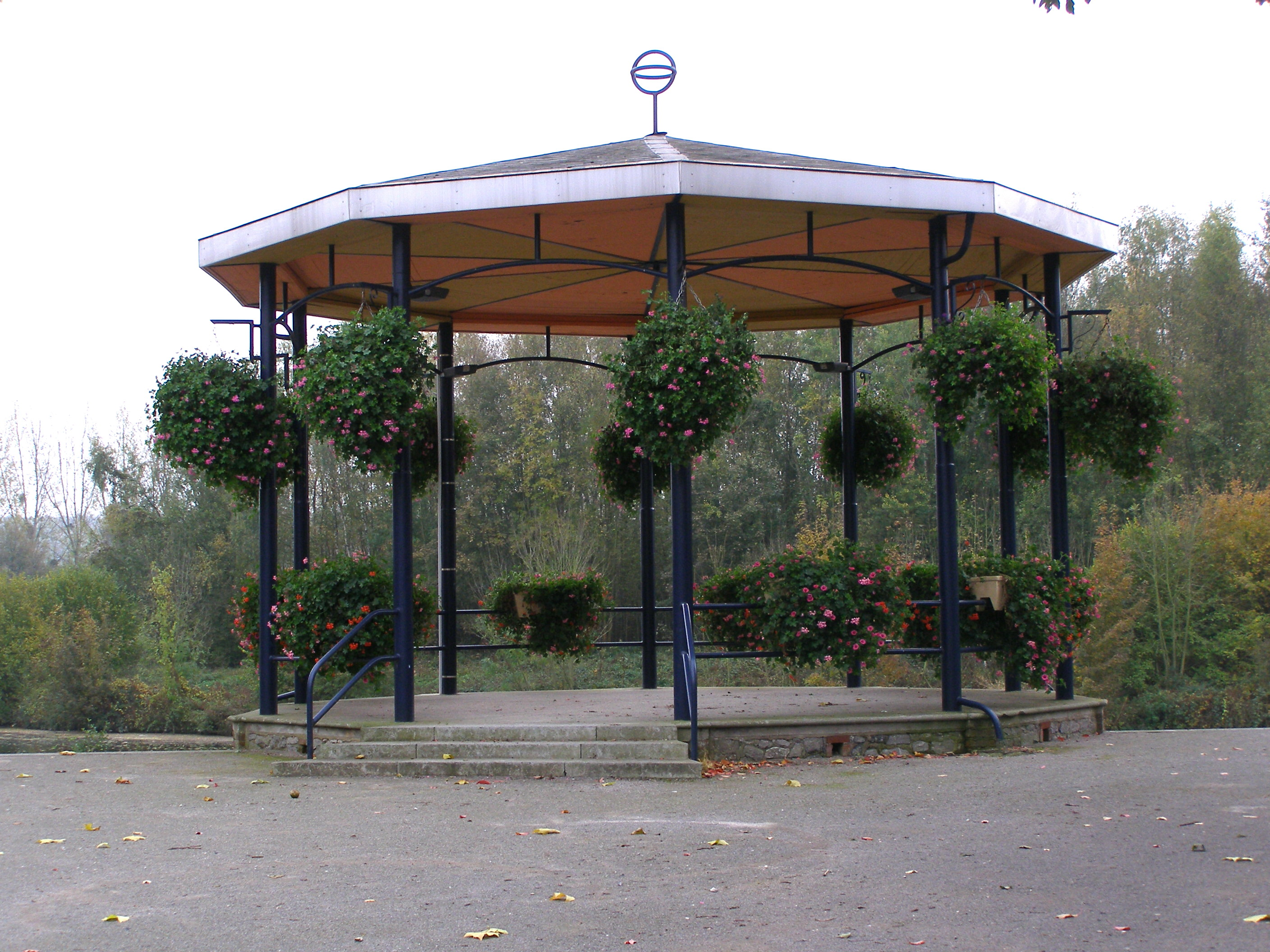
Музыкальный павильон
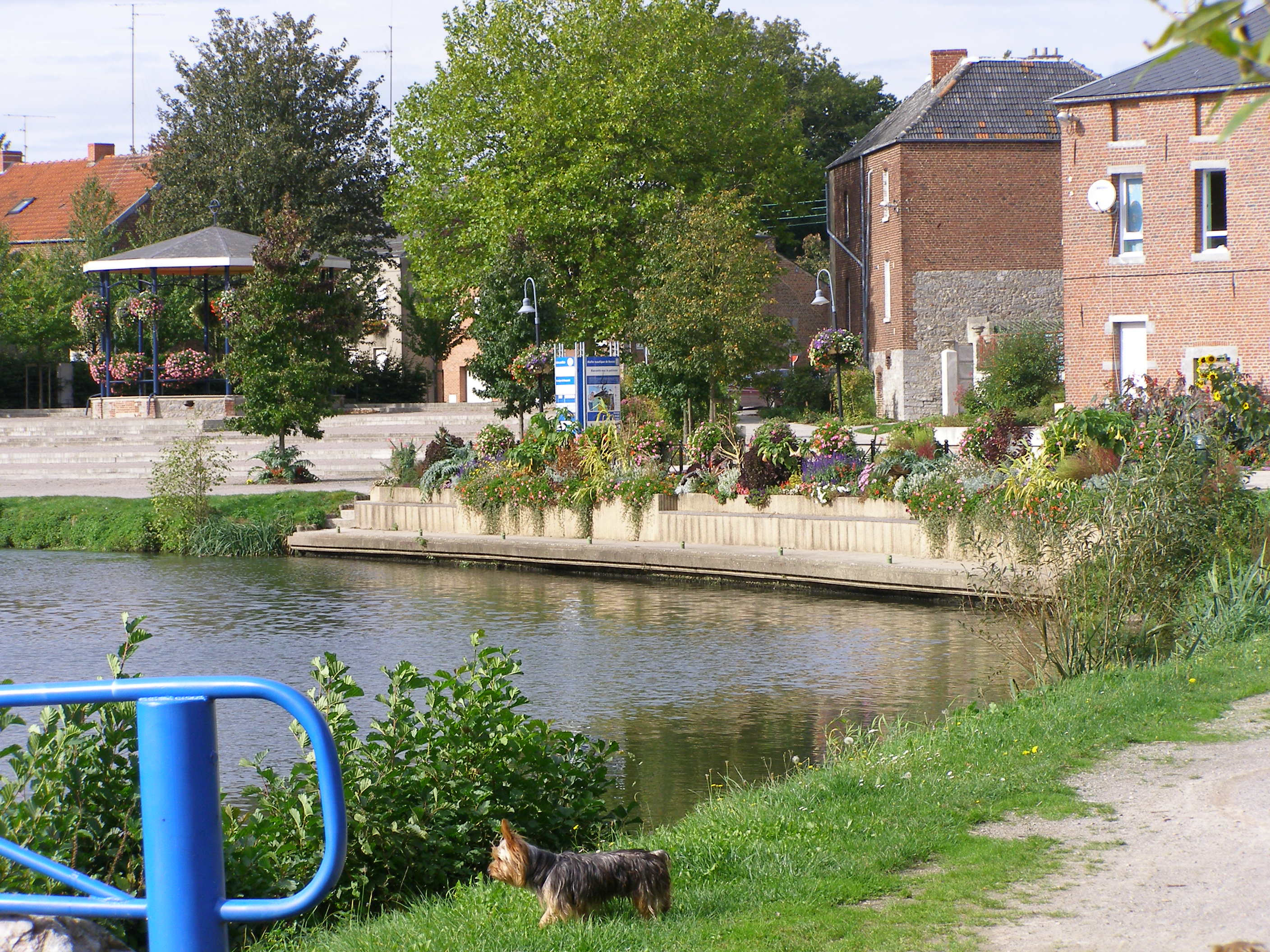
Берег Самбры

1. 1 2  база данных о французских коммунах — Национальный географический институт Франции, 2015.